# Teucrium alpestre
Teucrium alpestre ist eine Pflanzenart aus der Gattung Gamander (Teucrium).

## Merkmale
Teucrium alpestre ist ein Halbstrauch, der Wuchshöhen von 10 bis 20 Zentimeter erreicht. Der Stängel ist abstehend kurzzottig. Die Zweige sind kurz und gedreht. Der Blattrand ist höchstens schwach umgerollt und hat je Seite 3 bis 5 Einkerbungen. Der Kelch ist 2,5 bis 5 Millimeter groß und entlang der Hauptnerven sowie der scharf dreieckigen Kelchzähne spärlich mit langen Haaren bedeckt. Die Krone ist cremefarben. Die Seitenlappen der Unterlippe sind spatelig und 2,5 mal länger als breit.
Die Blütezeit reicht von Mai bis August.
Die Chromosomenzahl beträgt 2n = 78.

## Vorkommen
Teucrium alpestre ist auf Kreta endemisch. Die Art wächst auf Kalkfelsspalten, Phrygana und Lehmflächen in Höhenlagen von 0 bis 2200 Meter.